# 克爾察鄉 (錫比烏縣)

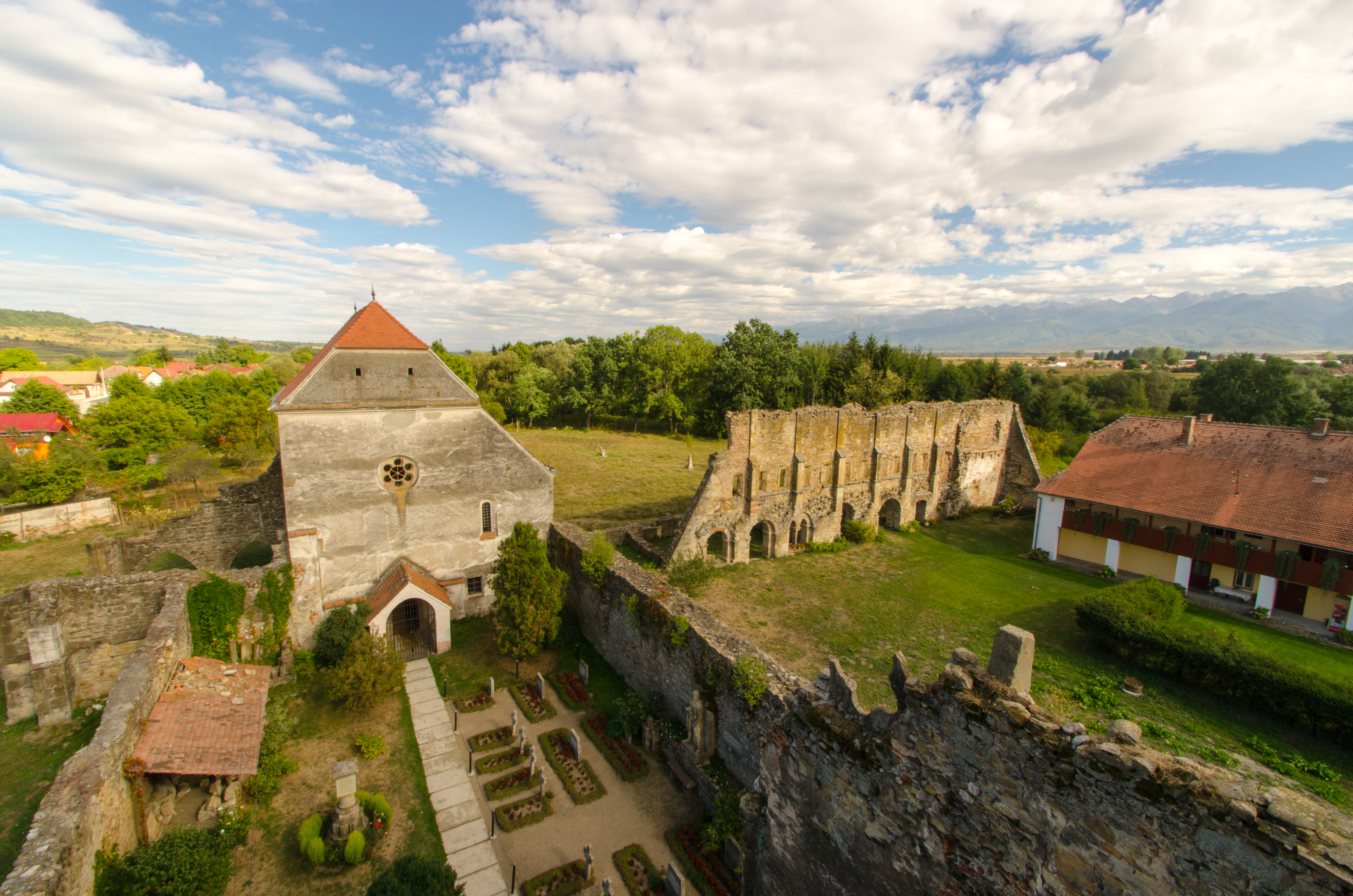

45°47′4″N 24°34′4″E / 45.78444°N 24.56778°E
克爾察鄉（羅馬尼亞語：Comuna Cârța, Sibiu），是羅馬尼亞的鄉份，位於該國中部，由錫比烏縣負責管轄，面積29平方公里，海拔高度413米，2007年人口884，人口密度每平方公里31人。